# Карњако
Карњако (итал. Cargnacco) јесте насеље у Италији у округу Удине, региону Фурланија-Јулијска крајина.
Према процени из 2011. у насељу је живело 900 становника. Насеље се налази на надморској висини од 74 м.